# Parvipsitta
Parvipsitta – rodzaj ptaków z podrodziny dam (Loriinae) w rodzinie papug wschodnich (Psittaculidae).

## Zasięg występowania
Rodzaj obejmuje gatunki występujące w Australii.

## Morfologia
Długość ciała około 15 cm; masa ciała 34–53 g.

## Systematyka

### Etymologia
Parvipsitta: łac. parvus „mały”; nowołac. psitta „papuga”, do gr. ψιττακη psittakē „papuga”.

### Podział systematyczny
Do rodzaju należą następujące gatunki:
- Parvipsitta pusilla (Shaw, 1790) – nektarynka mała
- Parvipsitta porphyrocephala (Dietrichsen, 1837) – nektarynka złotoucha